# المقالة القصيرة السردية المتحركة
تُعتَبر المقالة القصيرة السردية المتحركة (أيه أن ڤي)  تقنية تعليمية تُستخدم لتحفيز وتسهيل لعب الأدوار، وحل المشكلات، والمناقشة. يُطوِر المعلمون تقنية (أيه أن ڤي اس) ليقدموها في صف أو في تدريب عبر الإنترنت. و يمكن للطلاب أيضًا إنشاؤها في تمارين التعلم التجريبية. حيث أنّهم يوفروا تمثيلات الرسوم المتحركة الحاسوبية للمواقف القابلة للتعليم، التي تشجع التفكير النقدي وقد توفر أيضًا أداة لتقييم المواقف والسلوكيات. اُستخدمَت المقالات القصيرة في تعليم الرياضيات والعلوم ، ومهارات الإدارة ، وحل المشكلات ، وتعليم الشخصيات.

## روابط خارجية
- Clover ANV authoring tool